# Li Deming
Dans ce nom, le nom de famille, Li, précède le nom personnel Deming.
Li Deming (chinois : 李德明) (981–1031) est le fils aîné de Li Jiqian, le fondateur de la dynastie des Xia occidentaux. Après la mort de son père au cours d'une bataille en 1004, Li Deming devient le dirigeant du peuple tangoute. Au cours des vingt années suivantes, il parvient à agrandir considérablement le territoire contrôlé par les Tangoutes. En 1028, il nomme Li Yuanhao (李元昊) en tant que prince héritier. Il meurt de mort naturelle en 1031 et est nommé à titre posthume comme grand ancêtre (taizong 太宗) de la famille des Xia occidentaux.